# Міхеєв В'ячеслав Володимирович
В'ячесла́в Володи́мирович Міхе́єв (рос. Вячеслав Владимирович Михеев; нар. 17 грудня 1973 року, Москва, РРФСР, СРСР) — російський футболіст, гравець в міні-футбол, тренер. Тренер воротарів «КПРФ».

## Біографія
Впродовж двох сезоні виступав за МФК «Липецьк».
20 червня 2013 року був призначений асистентом головного тренера МФК «КПРФ».
Був тренером воротарів в штабі Темура Алекберова, працював на цій посаді і після приходу в команду Вадима Яшина. Навесні 2017 року через хворобу Михайла Маркіна тимчасово очолював «КПРФ-д» і разом з дублем клубу став чемпіоном Вищої ліги. Літо того ж року на певний час став виконувачем обов'язки головного тренера МФК «КПРФ».

## Титули і досягнення

### Як гравець

#### Командні
«ГКІ-Газпром»
- Вища ліга
  -  Володар (1): 2001

«Динамо»
- Суперкубок
  -  Чемпіон (1): 2002/2003